# Лотт, Фелисити
Дама Фели́сити Лотт (англ. Dame Felicity Lott, DBE; род. 8 мая 1947, Челтнем) — британская певица (сопрано).

## Биография
Начала учиться игре на фортепиано и скрипке в 5 лет, вокалу — в двенадцать. Окончила Королевский колледж Холлоуэй Лондонского университета (классическая и романская филология). Затем училась в консерватории Гренобля, в Королевской Академии музыки в Лондоне. Дебютировала в 1975 году в опере Генделя «Птоломей».

## Творчество
Исполняла ведущие партии в операх Моцарта, Р. Вагнера, Р. Штрауса, Оффенбаха, Пуленка, Бриттена, Хенце, произведениях Баха, Вивальди, Малера и др. Известна также как исполнительница песен английских, французских и немецких композиторов. Выступала и записывала диски с Й. Бостриджем и др.

## Признание
Почётный доктор нескольких университетов Великобритании. Награждена офицерской степенью Ордена искусств и литературы (1994) и кавалерской степенью Ордена Почётного легиона (2001), возведена в достоинство дамы-командора Ордена Британской империи (DBE, 1996). В 2003 году получила почётный титул «Баварская камерная певица» (нем. Bayerische Kammersängerin). В 2007 году удостоена премии «Виктуар де ля мюзик» за вклад в пропаганду французской музыки.